# Analepsis

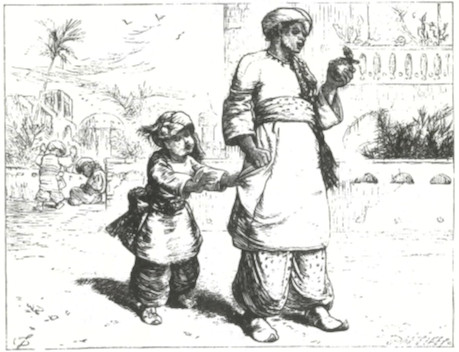
Ilustración de Las tres manzanas en Las mil y una noches

La analepsis (del griego ἀνάληψις, lit. «recuperación», «restauración», «renovación»), retrospección o escena retrospectiva —conocida también con la voz inglesa flashback— es una técnica utilizada tanto en el cine y la televisión como en la literatura, que altera la secuencia cronológica de la historia, conectando momentos distintos y trasladando la acción al pasado. Se utiliza con bastante frecuencia para recordar eventos o desarrollar más profundamente el carácter de un personaje. El término se usa particularmente para referirse a su uso literario, en tanto que el anglicismo flashback se prefiere generalmente para referirse a su uso en el cine y la televisión.

## La analepsis en literatura y cine
Las analepsis se utilizan a menudo para relatar eventos que sucedieron antes de la secuencia principal de eventos de la historia y así rellenar detalles cruciales de una historia de fondo. En la dirección opuesta, una prolepsis revela acontecimientos que ocurrirán en el futuro. Tanto la prolepsis como la analepsis se utilizan para dar coherencia a una historia, desarrollar un personaje o agregar estructura a la narrativa. En la literatura, la analepsis interna es una analepsis a un punto anterior de la narrativa; la analepsis externa es una analepsis a una época anterior a que comenzara la narración.
La analepsis es una vuelta repentina y rápida al pasado del personaje, diferente al «racconto», que es también un quiebre en el relato volviendo al pasado, pero este último no es tan repentino y es más pausado en lo que se refiere a la velocidad del relato.
En literatura, Cien Años de Soledad de Gabriel García Márquez, El ruido y la furia de William Faulkner, El jardinero fiel de John le Carré, El camino de Miguel Delibes o Pedro Páramo, de Juan Rulfo, son ejemplos significativos. Un buen ejemplo en cinematografía es Ciudadano Kane de Orson Welles, Rashomon de Akira Kurosawa,  El hombre de mármol, de Andrzej Wajda, La conquista del honor (Banderas de nuestros padres), de Clint Eastwood, o el Doctor Zhivago de David Lean. En series de televisión pueden tomarse como ejemplos Lost (Perdidos), Fringe, Once Upon a Time, Pretty Little Liars, Cold Case, Psych, How I Met Your Mother, American Horror Story, Mujercitas (2019) o Por trece razones, donde se utiliza este recurso para conocer con mayor precisión acontecimientos del pasado de los protagonistas.
En el cine, las analepsis representan la experiencia subjetiva de un personaje al mostrar un recuerdo de un evento anterior y, a menudo, se utilizan para «resolver un enigma». Las analepsis son importantes en las películas de cine negro y melodrama. En el cine y la televisión, varias técnicas de cámara, enfoques de edición y efectos especiales han evolucionado para alertar al espectador de que la acción mostrada es una analepsis o una prolepsis; por ejemplo, los bordes de la imagen pueden aparecer deliberadamente borrosos, la fotografía puede aparecer discordante o entrecortada, o se pueden utilizar colores inusuales o tonos sepia, o monocromáticos cuando la mayor parte de la historia transcurre a todo color. La escena puede desvanecerse o disolverse, a menudo con la cámara enfocada en el rostro del personaje y normalmente hay una voz en off de un narrador (que a menudo, pero no siempre, es el personaje que está experimentando el recuerdo).